# 4MATT
4MATT Tecnologia da Informação Ltda. é uma empresa brasileira que atua no setor de tecnologia da informação, com projetos voltados à implementação e manutenção da plataforma ServiceNow.  Suas atividades abrangem áreas como gestão de ativos de TI (ITAM), base de dados de gerenciamento de configuração (CMDB), operações de TI (ITOM), governança, risco e conformidade (GRC) e gerenciamento de serviços de TI (ITSM).
Fundada em 2019 por Bruno Ferreira e Marcelo Theóphilo, a 4MATT tem sede em São Paulo e mantém um laboratório de inovação no Centro Regional de Inovação e Transferência de Tecnologia (CRITT) da Universidade Federal de Juiz de Fora (UFJF), em Minas Gerais.. Nesse espaço, desenvolve soluções com base em inteligência artificial voltadas à gestão de ativos e automação de processos.     
Em 2022, Antônio Cançado ingressou no quadro societário.      
A 4MATT também passou a atuar também no desenvolvimento de soluções para gestão de contratos de software, incluindo o MattZero, ferramenta digital voltada ao controle e otimização de aplicações SaaS para empresas de médio porte.
Em 2024, foi reconhecida como Technology Excellence Partner pela ServiceNow e tornou-se a única representante brasileira na aliança global Iconica.co.  No mesmo ano, apresentou um estudo de caso com a Porto Seguro no ServiceNow Summit São Paulo, destacando reduções significativas no uso de scripts manuais e no tempo de coleta e processamento de dados. 
Site oficial
1. ↑  https://www.servicenow.com/partners/partner-finder/4matt-tecnologia-da-informacao-ltda.html
2. ↑  https://www2.ufjf.br/critt/2023/05/04/mattzero-plataforma-incubada-no-critt-e-aprovada-para-o-google-for-startups/
3. ↑  Plataforma incubada no Critt-UFJF é selecionada pelo Google - Notícias UFJF
4. ↑  https://mattzero.com.br/
5. ↑  Plataforma incubada no Critt é aprovada para o Google For Startups - Critt
6. ↑  4MATT se torna a única Empresa Brasileira a Integrar a Iconica.co para Fortalecer Soluções de TI no Brasil e América Latina – REVISTA CARIOCA
7. ↑  https://www.iconica.co/
8. ↑  Marcelo Teophilo lidera expansão da 4MATT, única empresa brasileira na Iconica.co - Cartão de Visita News
9. ↑  Marcelo Teophilo lidera expansão da 4MATT e coloca empresa como única brasileira a integrar Iconica.co - Conexão Magazine
10. ↑  https://cartaodevisita.r7.com/conteudo/53510/marcelo-teophilo-lidera-expansao-da-4matt-unica-empresa-brasileira-na-iconica-co
11. ↑  Parceria entre 4Matt e Porto Seguro Ganha Destaque no ServiceNow Summit São Paulo 2024 – REVISTA NEGÓCIO
12. ↑  Portal Olhar Dinâmico | Parceria entre 4Matt e Porto Seguro ganha destaque no ServiceNow Summit São Paulo 2024
13. ↑  Porto Seguro automatiza TI com ServiceNow - Baguete